# Rainer Ehrt

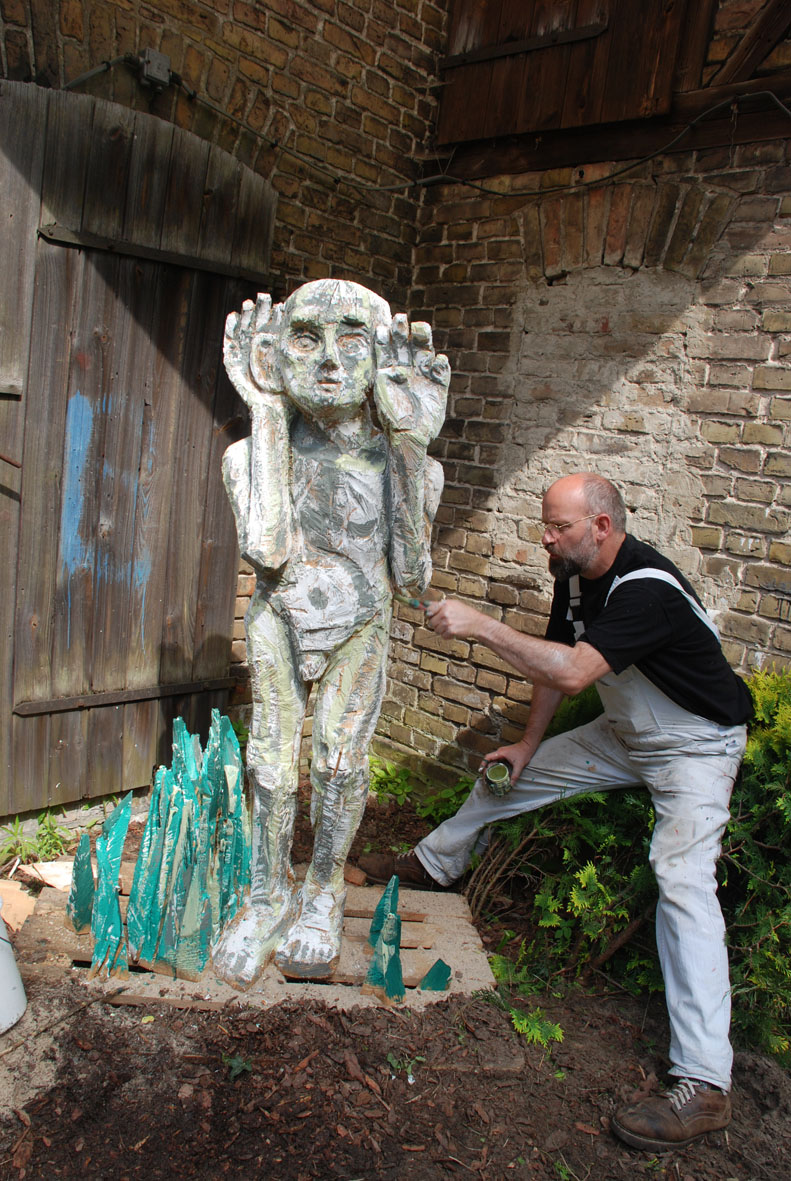
Rainer Ehrt bei der Arbeit an einer Holzplastik (2009)

Rainer Ehrt (* 13. August 1960 in Elbingerode (Harz)) ist ein deutscher Maler, Grafiker, Illustrator, Cartoonist und Autor.

## Leben
Rainer Ehrt verbrachte seine Kindheit und Jugend im Harz. Er besuchte die EOS „Gerhart Hauptmann“ in Wernigerode.
Nach Abitur und Armeedienst folgten zwei Semester Studium Industriedesign an der Burg Giebichenstein Kunsthochschule Halle. Dem darauf folgenden Fachrichtungswechsel zur bildenden Kunst ging ein selbst gewähltes Praktikumsjahr als Druckereiarbeiter in Halle (Saale) und Leipzig voraus, in welchem er die handwerklichen Grundlagen für seine spätere Tätigkeit legte. Es folgte von 1983 bis 1988 ein Studium der Gebrauchsgrafik und Illustration an der Burg Giebichenstein Kunsthochschule Halle (Saale) bei Gudrun Brüne (Zeichnen), Gerhard Gnauck (Schrift), Eva Natus - Salamoun und Rainer Schade (Illustration). Rainer Ehrt legte 1988 sein Diplom bei Gerhard Voigt und Rainer Schade ab.
Schon während des Studiums entwickelte er eine besondere Neigung zur satirisch-kritischen Grafik, Buchkunst und Illustration.
Seit 1984 ist er mit der Designerin und Bildhauerin Julia Ehrt, geborene Kretzschmar (* 1959), verheiratet und in Kleinmachnow bei Berlin ansässig.
Ehrt war bis 1990 Mitglied des Verbands Bildender Künstler der DDR.

## Wirken
Rainer Ehrt begann als Grafikdesigner, Illustrator und Plakatgestalter im Auftrag des Hans Otto Theaters Potsdam, des Progreß-Filmverleihs und verschiedener Berliner Verlage. Gleichzeitig pflegte er die freie Grafik in den originalgrafischen Techniken Radierung, Serigrafie und Holzschnitt und gründete 1993 die Edition Ehrt für originalgrafische bibliophile Künstlerbücher.
Seine zeitkritischen Cartoons und satirischen Zeichnungen werden von vielen Zeitungen und Verlagen veröffentlicht, so unter anderem in: „Eulenspiegel“, „Das Magazin“, „Märkische Allgemeine“, „Nebelspalter“ (Schweiz), „Cicero“, „Manager Magazin“, „Süddeutsche Zeitung“, „Frankfurter Allgemeine“ und „Die Zeit“. Seit 2000 beschäftigt er sich zusätzlich mit Malerei und Holzskulpturen. In dem 2015/16 erschienenen Buch Preußische Landfahrten publizierte er erstmals auch eigene poetische Texte.

## Publikationen
- Preußisches Panoptikum Espresso Verlag Berlin 2001
- Mozart 2006 (Bildkalender) Kunstverlag Weingarten
- Globaler Krisencartoonismus SchaltZeit Verlag Berlin 2009
- Die Wahrheit singen (Mit Marion Welsch) Edition Andreae Berlin 2010
- Preußischer Bilderbogen Parthas Verlag Berlin 2012
- Preußische Landfahrten Lyrik und Landschaften dahlemer verlagsanstalt Berlin 2016
- Bruder Luther (Bildkalender) Lutherische Verlagsanstalt Hannover 2016
- Fontanorama (Bildkalender) dahlemer verlagsanstalt Berlin 2017
- »Bruder Luther« (Bildkalender)Lutherisches Verlagshaus, Hannover, 2016 »Rencontres -Begegnungen« (Manfred Hammes, Texte) Editions du Signe, Strasboug, 2019  »RAINER EHRT ANTIKE«, mit einem Essay von Dr. Kathrin Schade, Michael Imhof Verlag, 2019  »Zerstreute Sammlung« (Erzählungen) VEVAIS EDITIONs, 2021  »Lieber Fontane! Lieber Schinkel« (Texte Reinhard Wahren) Bäßler Verlag, Berlin, 2021  »Die Zehn Gebote« (Bildkalender) Verlag am Birnbach, 2022
- Rainer Ehrt: Figur & Kontext Verlag Angeli & Engel Hamburg 2022

Rainer Ehrt: »Bruder Luther« (Bildkalender)Lutherisches Verlagshaus, Hannover, 2016
Rainer Ehrt: »Rencontres -Begegnungen« (Manfred Hammes, Texte) Editions du Signe, Strasboug, 2019
»RAINER EHRT ANTIKE«, mit einem Essay von Dr. Kathrin Schade, Michael Imhof Verlag, 2019
Rainer Ehrt: »Zerstreute Sammlung« (Erzählungen) VEVAIS EDITIONs, 2021
Rainer Ehrt: »Lieber Fontane! Lieber Schinkel« (Texte Reinhard Wahren) Bäßler Verlag, Berlin, 2021
Rainer Ehrt: »Die Zehn Gebote« (Bildkalender) Verlag am Birnbach, 2022
Rainer Ehrt: FIGUR&KONTEXT Verlag Angeli & Egel Hamburg 2022
Auf dem Gebiet der kuratorischen projektbezogenen künstlerischen Arbeit realisierte er 1993 die open-air-Dokumentation „Tage von Potsdam“ (mit Bernhard Müller), »SEID IHR ALLE WEG« Politische Bilder aus dem Land Brandenburg; Brandenburg, Dominsel 1995 (mit Matthias Görnandt), »GUT BÜRGERLICH« Kunstverein Wernigerode 1995, »Märkische Wandlungen« Altes Rathaus Potsdam 1999 (mit Matthias Görnandt), »PREUßISCH BLAU« Orangerie Potsdam Sanssouci, Schloss Altranft, Schloss Rheinsberg 2001 (mit Silke Hollender, Angelika Euchner) »ART BRANDENBURG« Künstlermesse (mit Daniela Dietsche) Potsdam 2005, 07, 09, Bühnenprojektionen zu „Mythos Europa“ Schlosstheater im Neuen Palais Potsdam – Sanssouci 2009. Im Jahr 2009 gründete er den im Landarbeiterhaus ansässigen neuen Kleinmachnower Kunstverein Die Brücke, dessen Vorsitzender er ist.

## Wesentliche Ausstellungsbeteiligungen und Personalausstellungen
(E)= Einzelausstellung
- Internationaler Plakatwettbewerb 70 Jahre Roter Oktober, Moskau 1987
- Bezirkskunstausstellung Potsdam 1989
- »Voltaire in Potsdam« 1991, centre d’information d’ambassade d’allemagne Paris 1993 (E)
- »Lichtenberg Connection« Göttingen 1993
- Triennale für satirische Zeichnung Greiz seit 1990
- „Karicartoon“ Biennale der satirischen Zeichnung Leipzig seit 1995
- »Jesses-Christo!« Galerie am Chamissoplatz Berlin 1995
- »Ein preußisches Narrenschiff« Vertretung des Landes Brandenburg in Bonn 1998 (E)
- »Müllermommsen« – Deutsche Köpfe und Bilder Altes Rathaus Potsdam 1998 (E)
- »Mommsens Block« Brecht-Haus Berlin 1999 (E)
- »Traumschiff der Narren« Kunsthalle Osnabrück 2000
- Kurt Tucholsky-Gedenkstätte Schloss Rheinsberg 2001 (E)
- »Hauptstadtmetamorphosen« Vertretung des Landes Brandenburg Berlin 2001 (E)
- Anton-Paul Weber-Museum Ratzeburg 2003 (E)
- Wernigeröder Kunstverein 2003/04, (E)
- »Best of 2003 Illustration« 3x3 magazine, New York 2004
- »arte e vita« Internationales Künstlersymposium Potsdam 2004/05
- Kunstverein Schwedt/Oder 2006 (E)
- Friedrich-Naumann-Stiftung Potsdam 2006 (E)
- Olaf-Gulbransson-Museum für Graphik und Karikatur Tegernsee 2007 (E)
- „Revolutionsmuseum“ Ernst-Bloch-Zentrum Ludwigshafen 2007 (E)
- „Preussisch Kariert“ Potsdam, Römische Bäder Park Sanssouci 2007 (E)
- »TILL FOR EVER« Bomann-Museum Celle 2007
- Galerie Packschuppen Glashütte 2008 (E)
- »ADLERS FITTICHE« Dauerausstellung Geheimes preußisches Staatsarchiv Berlin 2008
- »PREUßISCHER FRÜHLING« Kunstkontor Sehmsdorf Potsdam 2008
- WORLD PRESS CARTOON Sintra, Portugal 2008
- BEST OF WORLD PRESS CARTOON Fondacion Calouste Gulbenkian Paris 2009
- E. T. A. Hoffmann Theater Bamberg 2009
- MARKierungen 12 Künstler sehen Brandenburg, Kunstmuseum Dieselkraftwerk Cottbus 2010
- „TEST THE WEST“ - Deutsches Museum für Karikatur und Zeichenkunst Wilhelm Busch Hannover 2011
- „AUF INS MUSEUM!“ - Jubiläumsschau im österreichischen Karikaturenmuseum Krems 2011/12
- EHRTARBEITEN - Malerei, satirische Grafik, Skulpturen, GALERIE 1OO Berlin 2011 (E)
- Heike Adner / Rainer Ehrt „F I G U R E N S P I E L“  Wernigeröder Kunstverein / Galerie im ersten Stock 2011 (E)
- DIE LEBENSLINIE Bildende Künstler zum Werk Volker Brauns, Projektgalerie des BBK Leipzig e. V. 2011
- Rainer Ehrt - KÜNSTLERBÜCHER, Staatsbibliothek Bamberg / Neue Residenz 2011 (E)
- Frederic le grand Maison Heinrich Heine Paris 2012 (E)
- Preußisch Allzupreußisches Willy-Brandt-Haus Berlin 2012 (E)
- Kunstverein Tauberbischofsheim 2013, (E)
- Leben und Taten des Richard Wagner Kunstverein Bayreuth 2013
- Galerie Kunstkontor Potsdam 2014,(E)
- Cartoons und satirische Grafik Landesvertretung Brandenburg in Brüssel 2014/15, (E)
- Lichtenberg reloaded Deutsches Museum für Karikatur und kritische Grafik Wilhelm Busch Hannover 2015
- Lichtenberg reloaded Lichtenberg reloaded Marburger Kunstverein 2015
- Rainer Ehrt - Cartoons aus zwei Jahrtausenden Sommerpalais Satiricum Greiz 2016 (E)
- Maison de France Berlin 2016
- PANOPTIKON Galerie Christine Knauber Berlin 2017 (E)
- Bruder Luther URANIA Berlin 2017 (E)
- Bruder Luther Museum Schiefes Haus Wernigerode 2017(E)
- FIGURAMA Galerie Kunstkontor Potsdam 2017 (E)
- Walpurgisnacht Museumshaus Im Güldenen Arm Potsdam 2018 (E)
- Kunst ist Kunst Fontane-Hommage Potsdam/Neuruppin 2018/19
- Walpurgisnacht Galerie des Wernigeröder Kunstvereins 2020 (E)
- Antike Adaptionen Winckelmann-Museum Stendal 2019 (E)
- Das Böse Bomann-Museum Celle 2021 (B)
- Preußischer Bilderbogen Kulturkirche Neuruppin 2021 (E)

## Preise
- 1995 Preis des Berliner Senats beim Berliner Karikaturensommer
- 1996 Silberner Gothaer der Gothaer Karikade
- 1997 Helen-Abbott-Förderpreis für Bildende Kunst
- 1998 Best political Cartoon New Statesman Cartoon Competition London
- 2004 Best of 2003 Illustration 3x3 magazine, New York
- 2007 Brandenburgischer Kunstpreis
- 2008 Grand Prix World Press Cartoon Lissabon
- 2010 Grand Prix Satyrykon Legnica 2010
- 2011 Publikumspreis beim Deutschen Karikaturenpreis
- 2016 excellence award world humor award Salsomaggiore/Italy
- 2020 Kunstpreis der Stadt Wernigerode

## Museen und öffentliche Sammlungen mit Werken Ehrts
- Land Brandenburg
- Wilhelm-Busch-Museum Hannover
- Staatliche Kunstsammlungen Cottbus
- Stadt und Universität Göttingen
- Staatliche Bücher- und Kupferstichsammlung Greiz
- AOK Land Brandenburg
- Bibliothek des Germanischen Nationalmuseums Nürnberg
- Schweizerische Nationalbibliothek
- Stadt Wernigerode
- Kleist-Museum Frankfurt (Oder)
- Kunstverein Rheinsberg
- Haus der Geschichte Bonn
- Anhaltische Landesbibliothek Dessau
- Staatsbibliothek Preußischer Kulturbesitz Berlin
- Geheimes Staatsarchiv Preußischer Kulturbesitz Berlin
- Bayerische Staatsbibliothek Bamberg
- Deutsches Historisches Museum Berlin
- Klassikstiftung Weimar/Anna-Amalia-Bibliothek
- Bach-Haus Eisenach
- Winckelmann - Museum Stendal
- Potsdam-Museum
- Deutsches Literaturarchiv Marbach